# Restitutionsmünze

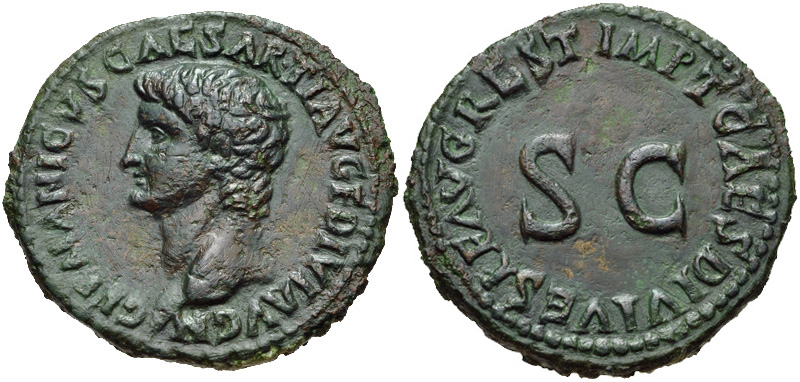
Restitutionsmünze (As) des Titus nach einer Prägung des Kaisers Caligula zu Ehren seines Vaters Germanicus. Durch die Nachprägung stellte sich Titus in die Tradition der Julisch-Claudischen Dynastie.

Als Restitutionsmünzen oder Restitutionsprägungen wird eine Reihe römischer Münzen bezeichnet, die im späten 1. und frühen 2. Jahrhundert n. Chr. unter den Kaisern Titus, Domitian, Nerva und Trajan geprägt wurden. Dabei wurden deutlich ältere Münzbilder relativ originalgetreu kopiert, ergänzt um die Titulatur des aktuell regierenden Kaisers und den Vermerk „… restituit“ („...hat [den Münztyp] wiederhergestellt“). Von dieser charakteristischen Formulierung leitet sich auch die moderne Forschungsbezeichnung der Münzen her. Eventuelle Aufschriften der nachgeahmten Münzen entfielen, um Platz für den neu hinzugekommenen Text zu schaffen. Die Vorlagen, nach denen die Restitutionsmünzen gestaltet wurden, waren zum Zeitpunkt ihrer Nachahmung oft schon um die 100 Jahre, in Extremfällen sogar 300 Jahre alt.

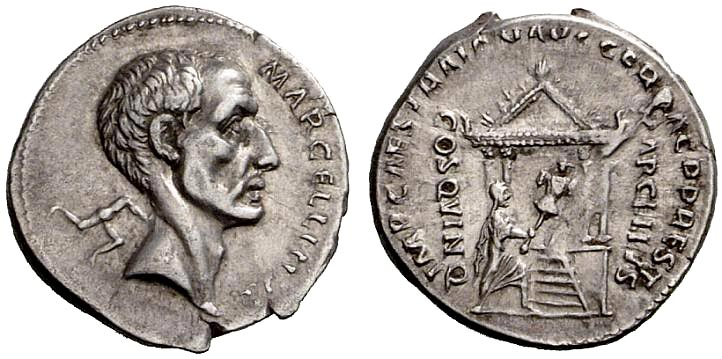
Restitutionsmünze (Denar) des Trajan nach einer Prägung der späten Republik (datiert auf 50 v. Chr.). Die Vorderseite zeigt den römischen Kriegshelden Marcus Claudius Marcellus als Porträt, die Rückseite beim Opfern von Kriegsbeute.

Die Gründe für das Wiederaufgreifen deralt alter Münzserien unter den genannten Kaisern sind nicht völlig klar. Teilweise wurde vermutet, die Neuprägungen hätten dazu gedient, aus historisch-antiquarischem Interesse frühere Münzformen wiederaufleben zu lassen, deren Originale sich nicht mehr im Umlauf befanden. Eine andere Deutung sieht in dem Phänomen einen Versuch, an bedeutende Figuren oder Ereignisse der römischen Geschichte zu erinnern. Als wahrscheinlicher gilt jedoch, dass die neuprägenden Kaiser nicht rein museale, sondern konkrete politische Ziele verfolgten und zur Legitimation ihrer Herrschaft beitragen wollten: Durch die gezielte Auswahl der kopierten Vorlagen stellten die vier Herrscher jeweils bestimmte Assoziationen her, um ihr aktuelles politisches Programm zu verdeutlichen oder sich in die Tradition einzelner Vorgänger zu stellen. So lag der Schwerpunkt der Restitutionsmünzen unter Titus (regierte 79–81) auf Vorbildern der Julisch-Claudischen Dynastie, deren Tradition und Regierungsweise er damit für sich in Anspruch nahm. Kaiser Trajan (regierte 98–117) dagegen verwies mit seinen Neuprägungen älterer Münzen speziell auf militärische Tugenden und Erfolge, was sehr gut zu seinem Regierungsstil und seiner sonstigen Selbstdarstellung passt. Auf eine solche tagespolitische Deutung der Restitutionsmünzen deuten auch kleine, aber eindeutige Abwandlungen der alten Münzbilder hin, die bei einigen Beispielen festzustellen sind. Sie wären vermeidbar gewesen, wenn es um eine eher einfache Neuprägung der alten Typen aus historischem Interesse gegangen wäre.

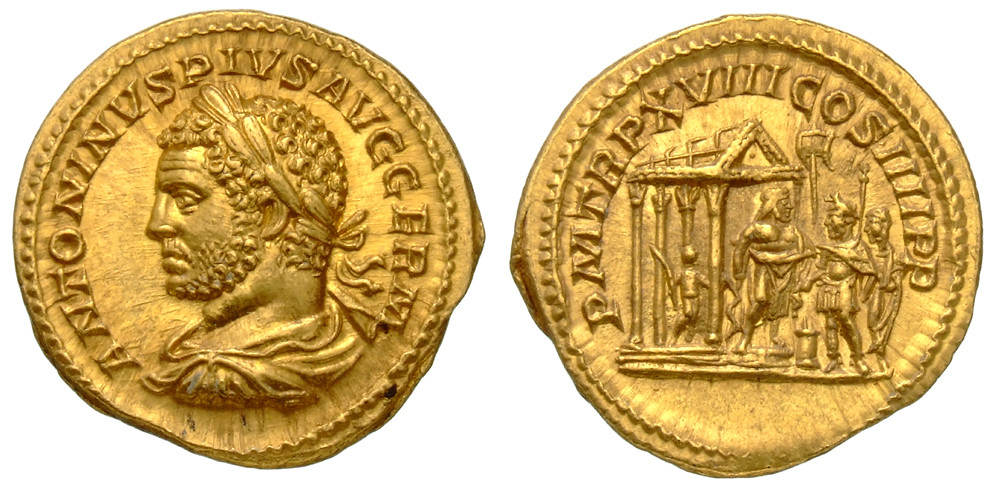
Goldmünze (Aureus) des Kaisers Caracalla von 215 n. Chr., die Kaiserbüste und Umschrift älterer Münzen des Antoninus Pius (regierte 138–161 n. Chr.) wiedergibt, allerdings ohne den Zusatz „...restituit“

Die Herrscher nach Trajan ließen keine Restitutionsmünzen in diesem Stil mehr prägen. Eine Ausnahme stellt eine Emission der Kaiser Mark Aurel und Lucius Verus dar, die einen Denar des Marcus Antonius zu Ehren der Legio VI Ferrata nachprägten. Dass Münzen auf einer der beiden Seiten ältere Prägungen nachahmen, ohne mit der Formulierung „...restituit“ explizit darauf zu verweisen, war demgegenüber auch schon lange vor den eigentlichen Restitutionsmünzen üblich und wurde auch unter den folgenden Kaisern häufiger wiederholt. Diese Prägungen werden aber in der Regel nicht als Restitutionsmünzen bezeichnet, da sie nur einzelne ältere Münzbilder „zitieren“, ohne explizit die gesamte Münze nachzuahmen.